# Powiat de Turek
Le powiat de Turek (en polonais powiat turecki) est un powiat appartenant à la voïvodie de Grande-Pologne dans le centre-ouest de la Pologne.

## Population
En 2023, le powiat compte 81244 habitants.

## Division administrative
Le powiat comprend 9 communes : 
- 1 commune urbaine : Turek ;

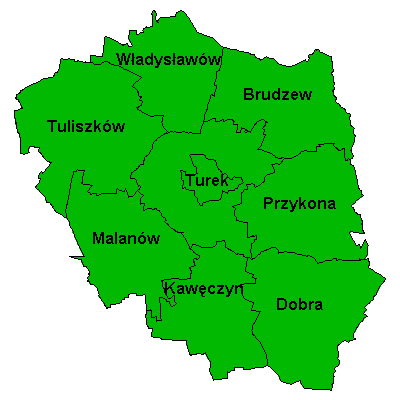
Carte du powiat

- 6 communes rurales : Brudzew, Kawęczyn, Malanów, Przykona, Turek et Władysławów ;
- 2 communes mixtes : Dobra et Tuliszków.